# Cantonul Lalinde
Cantonul Lalinde este un canton din arondismentul Bergerac, departamentul Dordogne, regiunea Aquitania, Franța.

## Comune
- Baneuil
- Cause-de-Clérans
- Couze-et-Saint-Front
- Lalinde (reședință)
- Lanquais
- Liorac-sur-Louyre
- Mauzac-et-Grand-Castang
- Pressignac-Vicq
- Saint-Agne
- Saint-Capraise-de-Lalinde
- Saint-Félix-de-Villadeix
- Saint-Marcel-du-Périgord
- Varennes
- Verdon